# Álvaro del Portillo
Álvaro del Portillo Diez de Sollano  (Madrid, 11 de marzo de 1914 - Roma, 23 de marzo de 1994) fue un obispo español, sucesor de san Josemaría Escrivá de Balaguer al frente del Opus Dei.  
Tercero de ocho hermanos de una familia cristiana, era doctor ingeniero de Caminos y doctor en Filosofía y en Derecho Canónico. Fue beatificado en Valdebebas (Madrid) por el cardenal Angelo Amato el 27 de septiembre de 2014, en una Misa a la que asistieron más de 200 000 personas provenientes de todo el mundo.

## Vida
Álvaro del Portillo nació en Madrid (España) el  11 de marzo de 1914, tercero de ocho hermanos, en una familia de honda raigambre cristiana. Su madre era mexicana, aunque de padres españoles. Su abuelo materno, Ramón Diez de Sollano y Ussía (1855-1929), había combatido por Don Carlos junto con su padre, el secretario del pueblo de Zalla Bernardino Diez de Sollano y Traslaviña (1824-1880), en la tercera guerra carlista, y había emigrado a México después de la misma.
Álvaro del Portillo estudió en el colegio del Pilar de Madrid, junto con el colegio recibió su primera Comunión en la parroquia de la Concepción de Nuestra Señora. Estudió en la Escuela de Ingenieros de Caminos, Canales y Puertos de Madrid. Conoció a Josemaría Escrivá a través de Manuel Pérez Sánchez, en la residencia DYA. Solicitó su admisión al Opus Dei el 7 de julio de 1935.
Durante su época de estudiante, fue militante de la Comunión Tradicionalista (integrado en la Juventud Tradicionalista y la AET). Tras la detención de su padre por la policía gubernamental, tuvo que abandonar el domicilio familiar y estuvo en situación de fugitivo, huyendo de refugio en refugio. En octubre de 1936 le concedieron asilo en la embajada de Finlandia. Los días 3 y 4 de diciembre de 1936, los guardias de asalto asediaron dicha embajada y el día 5 entraron en algunos edificios anejos a dicha embajada y arrestaron a todos los refugiados, entre ellos, a Álvaro del Portillo. Los trasladaron a la cárcel de San Antón, siendo juzgado el 28 de enero de 1937, y liberado al día siguiente sin cargos. De allí se dirigió a la embajada de México, donde estaba su madre. Al cabo de un mes, las autoridades de la embajada lo expulsaron. El 13 de marzo de 1937 se exilió en la legación Honduras. Posteriormente se presentó con identidad falsa como voluntario al Ejército Popular de la República con el fin de pasarse a la zona del Bando Nacional, siendo enviado al frente.
Fue ayudante de Obras Públicas, aprobando el examen de ingreso en 1933 y posteriormente llegó a ser doctor ingeniero de Caminos y doctor en Filosofía y en Derecho Canónico.  
El 4 de junio de 1943 fue recibido en audiencia por Pio XII.
Tras prepararse junto con José María Hernández Garnica y José Luis Múzquiz, para recibir la ordenación sacerdotal, fue ordenado sacerdote el 25 de junio de 1944 por Leopoldo Eijo y Garay.
En 1946 fijó su residencia en Roma, junto a Josemaría Escrivá de Balaguer. Formó parte del Consejo General del Opus Dei de 1940 a 1975; de 1940 a 1947 y de 1956 a 1975 fue secretario general. Desde 1948 hasta 1954 fue también el primer rector del Colegio Romano de la Santa Cruz.
Fue consultor de diversos organismos de la Santa Sede. Trabajó en el Concilio Vaticano II, primero como presidente de la comisión antepreparatoria para el laicado y luego como secretario de la comisión sobre la disciplina del clero y como consultor de otras comisiones. Sus libros Fieles y laicos en la Iglesia (1969) y Escritos sobre el sacerdocio (1970) son, en buena parte, fruto de esa experiencia.
El 15 de septiembre de 1975 fue elegido por el papa Pablo VI para suceder a san Josemaría Escrivá al frente del Opus Dei.
Ocho años después de ser erigido el Opus Dei como prelatura personal, fue designado obispo por Juan Pablo II, quien le confirió la ordenación episcopal el 6 de enero de 1991. En 1985 fundó en Roma el Centro Académico Romano de la Santa Cruz, germen de la Universidad Pontificia de la Santa Cruz. En 1989 impulsó la constitución del Centro Académico Romano Fundación (CARF), para el sostenimiento económico de la formación del clero.
Durante sus diecinueve años al frente del Opus Dei, la labor de la prelatura se extendió a veinte nuevos países. Murió en Roma el 23 de marzo de 1994 después de regresar de una peregrinación a Tierra Santa, habiendo celebrado su última Misa en el Cenáculo. Juan Pablo II acudió ese mismo día a rezar ante sus restos mortales. Sus sagrados restos se encuentran en la iglesia prelaticia de Santa María de la Paz (Roma). Está abierta su causa de canonización. Su festividad se celebra el 12 de mayo (fecha de su Primera Comunión).

## Cargos
| Predecesor: Josemaría Escrivá de Balaguer | Presidente General del Opus Dei 1975–1982                              | Sucesor: Cargo desaparecido          |
| Predecesor: Creación                      | Prelado del Opus Dei 1982–1994                                         | Sucesor: Javier Echevarría Rodríguez |
| Predecesor: Josemaría Escrivá de Balaguer | Gran Canciller de la Universidad de Piura 1975–1994                    | Sucesor: Javier Echevarría Rodríguez |
| Predecesor: Josemaría Escrivá de Balaguer | Gran Canciller de la Universidad de Navarra 1975–1994                  | Sucesor: Javier Echevarría Rodríguez |
| Predecesor: Creación                      | Gran Canciller de la Pontificia Universidad de la Santa Cruz 1984–1994 | Sucesor: Javier Echevarría Rodríguez |
| Predecesor: Josemaría Escrivá de Balaguer | Presidente de la Sociedad Sacerdotal de la Santa Cruz 1975–1982        | Sucesor: Javier Echevarría Rodríguez |
| Predecesor: Creación                      | Primer rector del Colegio Romano de la Santa Cruz 1948–1954            | Sucesor: .                           |

## Beatificación
El 28 de junio de 2012, con la aprobación del papa Benedicto XVI, la Congregación para las causas de los santos promulgó el Decreto sobre las virtudes heroicas, que lleva consigo el título de "Venerable".
El papa Francisco firmó el 5 de julio de 2013 el decreto que reconoce un milagro atribuido a su intercesión. Su beatificación fue llevada a cabo el sábado 27 de septiembre de 2014 en Madrid, España; la ceremonia fue oficiada por el representante del papa, el cardenal Angelo Amato, prefecto de la Congregación de las Causas de los Santos. A la ceremonia acudieron unas doscientas mil personas de todo el mundo. Al día siguiente, en el mismo lugar, Mons. Javier Echevarría Rodríguez celebró una Misa de acción de gracias.
Su fiesta se celebra el 12 de mayo, día de su primera Comunión.

### Monografías
- Álvaro del Portillo (1947), Descubrimientos y exploraciones en las costas de California, Madrid, [Publicaciones de la Escuela de Estudios Hispano-Americanos], 1.ª, 540 pp.
- Álvaro del Portillo (1969), Fieles y laicos en la Iglesia: Bases de sus respectivos estatutos jurídicos, Pamplona, Eunsa, 1.ª, 317 pp.
- Álvaro del Portillo (1970), Escritos sobre el sacerdocio, Madrid, Palabra, 1.ª, 156 pp. ISBN 9788471187215.
- Álvaro del Portillo (1981), Fieles y laicos en la Iglesia: Bases de sus respectivos estatutos jurídicos, Pamplona, Eunsa, 2.ª ed. revisada, 261 pp. ISBN 8431301309.
- Álvaro del Portillo (1982), Descubrimientos y exploraciones en las costas de California 1532-1650, Madrid, Rialp, 2.ª ed. aum., 535 pp. ISBN 9788432121890.
- Álvaro del Portillo y Josemaría Escrivá de Balaguer (1986), Amar a la Iglesia, Madrid, Palabra, 1986, 1.ª, 128 pp. ISBN 8471184427.
- Álvaro del Portillo (1991), Escritos sobre el sacerdocio, Madrid, Palabra, 6ª  ed. aumentada, 207 pp. ISBN 9788471187213
- Álvaro del Portillo (1992), Una vida para Dios: Reflexiones en torno a la figura de Monseñor Josemaría Escrivá de Balaguer, Madrid, Rialp, 1.ª, 299 pp. ISBN 9788432128639.
- Álvaro del Portillo y Cesare Cavalleri (1993), Entrevista sobre el fundador del Opus Dei, Madrid, Rialp, 1.ª, 252 pp. ISBN 9788432129720.
- Álvaro del Portillo (1995), Rendere amabile la verità: raccolta di scritti di Mons. Alvaro del Portillo: pastorali, teologici, canonistici, vari, Città del Vaticano, Libreria Editrice Vaticana, 1995, 1.ª, 692 pp. ISBN 8820920549.
- Álvaro del Portillo (2013), Orar: como sal y como luz. Selección de textos sobre la vida cristiana. Edición a cargo de José Antonio Loarte, Barcelona, Planeta, 2013, 1.ª, 252 pp. ISBN 9788408113805.
- Álvaro del Portillo (2013), Rezar con Álvaro del Portillo: textos para meditar. Selección de José Antonio Loarte, Alicante, Cobel, 2014, 1.ª, 111 pp. ISBN 9788493752583.
- Álvaro del Portillo, Beato (2014), Caminar con Jesús al compás del año litúrgico. Textos tomados de las cartas pastorales. Selección de José Antonio Loarte, Madrid, Ediciones Cristiandad, 2014, 1.ª, 290 pp. ISBN 9788470575969.

### Biografías: monografías
- AA.VV. (2014), Beatificación Álvaro del Portillo: Madrid, 27 de septiembre de 2014, Madrid, Rialp, 1.ª, 140 pp. ISBN 9788432144233.
- Azevedo, Hugo de (2012), Misión cumplida: Mons. Álvaro del Portillo, Madrid, Palabra, 1.ª ed. castellana, 301 pp. ISBN 9788498406399.
- Bernal, Salvador (1996), Recuerdo de Álvaro del Portillo, prelado del Opus Dei, Madrid, Rialp, 1.ª, 296 pp. ISBN 9788432131264.
- Bernal, Salvador (2012), Álvaro del Portillo: una semblanza personal, Pamplona, Eunsa, 2012, 1.ª, 130 pp.
- Catret Mascarell, Amparo y Sánchez Marchori, Mar (1999), Se llamaba Álvaro. Vida de Monseñor Alvaro del Portillo, Madrid, Palabra, 1999, 1.ª, 31 pp. ISBN 8482393952.
- Catret Mascarell, Amparo y Sánchez Marchori, Mar (2010), Se llamaba Álvaro. Un hombre fiel, Madrid, Palabra, 3.ª, 31 pp. ISBN 9788498403626.
- Cejas Arroyo, José Miguel (2014), Álvaro del Portillo: Al servicio de la Iglesia, Madrid, San Pablo, 1.ª, 159 pp. ISBN 9788428545549.
- Coma, María Jesús (2018), Forjar la sombra: Álvaro del Portillo en la Época de Burgos, Alicante, Cobel Ediciones, 1.ª, 194 pp. ISBN 9788494694660.
- Coverdale, John F. (2014), Saxum: vida de Álvaro del Portillo, Madrid, Palabra, 1.ª ed. castellana, 316 pp. ISBN 9788490610787.
- Ducay Vela, Antonio (2014), Álvaro del Portillo sembrador de paz y de alegría, Lima, Centro de Estudios y Comunicación (CDSCO), 1.ª, 308 pp. ISBN 9786124674303.
- Medina Bayo, Javier (2012), Álvaro del Portillo. Un hombre fiel Archivado el 2 de abril de 2015 en Wayback Machine., Madrid, Rialp, 2012, 1.ª, 826 pp. ISBN 9788432142192.
- Scott, Helena y Tolansky, Ethel (2014), Álvaro del Portillo: el poder de la humildad. Prelado del Opus Dei 1914-1994, Madrid, Palabra, 1.ª ed. castellana, 92 pp. ISBN 9788490610367.

### Aspectos biográficos: partes de libro
- AA.VV. (1995) "Profilo biografico di mons. Alvaro del Portillo y Diez de Sollano", en Ateneo Romano de la Santa Cruz, Rendere amabile la verità: raccolta di scritti di Mons. Alvaro del Portillo, pastorali, teologici, canonistici, vari, Città del Vaticano, Libreria Editrice Vaticana, pp. 661-664. ISBN  9788820920548
- Badrinas Amat, Benito (2003), "Álvaro del Portillo y Diez de Sollano: la vida junto a un santo", en Paulino Castañeda Delgado y Manuel J. Cociña y Abella (eds.),Testigos del siglo XX, Maestros del XXI. Actas del XIII Simposio de Historia de la Iglesia en España y América, Sevilla, 8 de abril de 2002, Córdoba, Publicaciones Obra Social y Cultural CajaSur, pp. 383-394. ISBN 8479595094

### Repertorio bibliográfico
- Fernández Montes, J. Mario; Martínez Sánchez, Santiago; y González Gullón, José Luis, Bibliografía general sobre los prelados del Opus Dei: Álvaro del Portillo, Studia et Documenta: Rivista dell’Istituto Storico san Josemaría Escrivá, vol. VI, núm. 6 (2012), pp. 469-515.
- Fernández Montes, J. Mario y Martínez Sánchez, Santiago, "Bibliografía general sobre los Prelados del Opus Dei: Álvaro del Portillo y Javier Echevarría, 2003-2009", Studia et Documenta: Rivista dell’Istituto Storico san Josemaría Escrivá, vol. X, núm. 10 (2016), pp. 501-545.
- Fernández Montes, José Mario y Martínez Sánchez, Santiago, "Bibliografía general sobre los Prelados del Opus Dei: Álvaro del Portillo y Javier Echevarría, 2010-2013", Studia et Documenta: Rivista dell’Istituto Storico san Josemaría Escrivá, vol. XIII, núm. 13 (2019), pp. 483-511.
- Fernández Montes, José Mario y Díaz Hernández, Onésimo, "Bibliografía sobre los prelados del Opus Dei Álvaro del Portillo, Javier Echevarría y Fernando Ocáriz, 2014-2017", Studia et Documenta: Rivista dell’Istituto Storico san Josemaría Escrivá, 18 (2024), pp. 491-542.